# Aage Niels Bohr
Aage Niels Bohr (Koppenhága, 1922. június 19. – Koppenhága, 2009. szeptember 8.) Nobel-díjas dán magfizikus. A Nobel-díjas fizikus Niels Bohr fia.

## Élete és pályafutása
Bohr 1922-ben Koppenhágában született. Fiatal korában olyan fizikusok vették körül, mint Wolfgang Pauli és Werner Heisenberg. Ők a Koppenhágai Egyetem Elméleti Fizikai Intézetében (ma Niels Bohr Intézet) dolgoztak együtt édesapjával.
Bohr 1940-ben, Dánia német megszállása után kezdte meg fizikai tanulmányait a Koppenhágai Egyetemen. 1943-ban Niels Bohrt és a családját le akarták tartóztatni a németek. Hogy ezt megakadályozzák, az egész család Svédországba menekült. Később Londonba költöztek, ahol apja a Manhattan terven dolgozott. Fia mindvégig vele volt. Titkárként és asszisztensként folyamatosan segítette a munkáját.
1945-ben a család visszatért Dániába, Bohr pedig folytatta egyetemi tanulmányait. 1946-ban szerzett egyetemi diplomát, szakdolgozatában az atomok egyensúlyának néhány kérdését vizsgálta. Diplomája megszerzése után a Niels Bohr Intézet munkatársa lett.
1948-ban Princetonban az Institute for Advanced Study, majd 1949. január és 1950. augusztus között a Columbia Egyetem munkatársa volt. Amerikai tartózkodása alatt Bohr elvette Marietta Soffert. Három gyermekük született: Vilhelm, Tomas és Margrethe.
Bohr 1956-ban a Koppenhágai Egyetem tanára lett, és édesapja 1962-es halála után ő vette át a Niels Bohr Intézet vezetését. Ezt a pozíciót 1972-ig töltötte be. Emellett az 1957-ben megalapított, elméleti fizikával foglalkozó Nordita tagja volt. Az intézetnek 1975-től ő volt az igazgatója.

### Fizika
Az 1940-es évek végére világossá vált, hogy az atommag tulajdonságait nem lehet az addig alkalmazott, és többek között Niels Bohr nevéhez fűződő eljárásokkal pontosan megismerni. Ilyen volt például az atomok folyadékcsepp-modellje. Az 1949-ben kifejlesztett héjmodellel egyes tulajdonságokat, így például a mágikus számokat jobban meg lehetett magyarázni. Azonban még így is maradtak nyitott kérdések. Ilyen volt például az, hogy a töltés egy adott atommagban miért nem gömbszimmetrikusan oszlik el.
A Columbia Egyetemen oktató James Rainwater egy 1950-es tanulmányában felállított egy olyan modellt, mely alapján meg lehetett magyarázni ezt a töltéseloszlást. Az éppen ekkor a Columbiára kerülő Bohr tőle függetlenül szintén egy ilyen elképzeléssel állt elő. Ugyanezt a problémát Rainwater cikke után egy hónappal sokkal általánosabb formában közelítette meg. Bohr saját elméletét tovább fejlesztette, majd 1951-ben megjelentetett egy tanulmányt, melyben egyszerre vizsgálta az atommag felszíni rezgése és az adott atommag mozgása közti kapcsolatot.
A Koppenhágába való 1950-es visszatérte után Bohr Ben Mottelsonnal közösen azon dolgozott, hogy az elméleti állításait gyakorlati kísérletekkel támassza alá. 1952–1953-ban három tanulmányban mutatták be, hogy a kutatási eredmények képesek alátámasztani az elméleti megfontolásokat. Többek között arról írtak, hogy egy adott atommag energiaszintjét meg lehet határozni a forgás spektrumával. Ezek a tanulmányok további elméleti és gyakorlati megfontolásokat szültek. Ennek eredményeképp Bohr 1969-ben elnyerte az Atommal a Békéért díjat.
Bohr, Mottelson és Rainwater megosztva részesültek 1975-ben a fizikai Nobel-díjban. Az indoklás szerint azért, mert „felfedezték az atommagon belüli közös mozgást és ez alapján kifejlesztették az atommag modern struktúráját."
Bohr és Mottelson ezután is együtt dolgoztak, és egy kétkötetes monográfiát jelentettek meg.